# Чакуала, Марио Акоста (Астла де Теразас)
Чакуала, Марио Акоста (шп. Chacuala, Mario Acosta) насеље је у Мексику у савезној држави Сан Луис Потоси у општини Астла де Теразас. Насеље се налази на надморској висини од 60 м.

## Становништво
Према подацима из 2010. године у насељу је живело 7 становника.

### Хронологија
| Година       | 2000 | 2005 | 2010 |
| ------------ | ---- | ---- | ---- |
| Становништво | 13   | 11   | 7    |

### Попис
| # | Индикатор                     | Вредност |
| - | ----------------------------- | -------- |
| 1 | Укупно домаћинстава           | 1        |
| 2 | Укупно насељених домаћинстава | 1        |
| 3 | Величина локације             | 1        |